# 北大港水库
北大港水库位于中国天津市滨海新区（原属大港区），是以供水、灌溉为主要功能的大（二）型水库。地处独流减河下游，东临渤海，距入海口6千米。围堤总长54.5千米。
北大港水库是引黄济津工程唯一的调蓄水库，是天津市重要备用水源地。
北大港湿地于2004年列入国家重点保护湿地名录。